# WILD SENSATION/KEY OF GOLD
WAILD SENSATION／KEY OF GOLD(ワイルド・センセーション キー・オブ・ゴールド)は、田村直美の13枚目のシングル。

## 内容
両A面シングルとなった本作は、「WILD SENSATION」は大塚製薬「オロナミンC」コマーシャル・ソング、「KEY OF GOLD」は日本テレビ系「きょうの出来事」エンディング・テーマ。

## 収録曲
1. WILD SENSATION
作詞：田村直美　作曲：田村直美・Joey Carbone　編曲：月光恵亮・鷹羽仁
2. KEY OF GOLD
作詞：田村直美　作曲：田村直美・石川寛門　編曲：月光恵亮・鷹羽仁
3. WILD SENSATION (inst.)
4. KEY OF GOLD (inst.)